# Regressão (estatística)

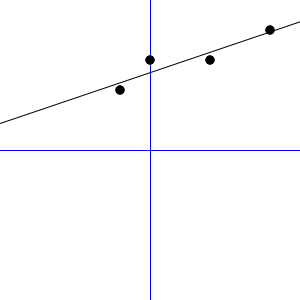
Exemplo de mínimos quadrados.

Exemplo de regressão linear.

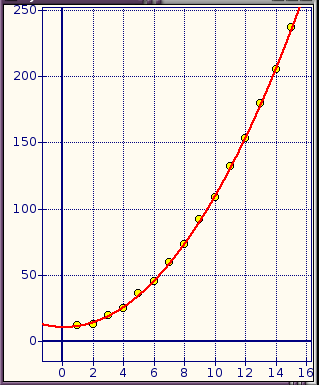
Exemplo de regressão não linear

Em estatística, regressão é uma técnica que permite quantificar e inferir a relação de uma variável dependente (variável de resposta) com variáveis independentes (variáveis explicativas). A análise da regressão pode ser usada como um método descritivo da análise de dados (por exemplo, o ajustamento de curvas).
Há vários métodos de estimação tais como método dos mínimos quadrados, método dos momentos generalizado e logit. A escolha do modelo dependente do comportamento das variáveis e dos dados.
Os principais problemas que devem ser enfrentados em uma regressão são:  multicolinearidade, heteroscedasticidade, autocorrelação e endogeneidade.